# Servei de Biblioteques de la Generalitat de Catalunya
El Servei de Biblioteques és un organisme que depèn del Departament de Cultura de la Generalitat de Catalunya i que treballa per al desenvolupament de les biblioteques públiques, així com per a la correcta articulació del Sistema de Lectura Pública de Catalunya, per mitjà de la cooperació entre l'Administració local i l'Administració de la Generalitat.
Actualment gestiona les tres biblioteques públiques de titularitat estatal: la Biblioteca Pública Carles Rahola de Girona, la Biblioteca Pública de Lleida i la Biblioteca Pública de Tarragona. A més a més, té la titularitat de dos bibliobusos que presten servei a les comarques de Lleida, com són el Bibliobús Garrigues-Segrià i el Bibliobús Pere Quart.

## Funcions
La Llei del Sistema Bibliotecari de Catalunya de 1993 estableix que les funcions del Servei de Biblioteques siguin les següents:
- Impulsar el foment de l'hàbit de la lectura i l'ús dels serveis bibliotecaris mitjançant campanyes específiques i accions a través del Sistema de Lectura Pública de Catalunya.
- Prestar els serveis nacionals de suport a la lectura pública i coordinar els serveis regionals de suport a la lectura pública que siguin competència de la Generalitat.
- Coordinar i impulsar la prestació territorial dels serveis regionals de suport a la lectura pública.
- Donar suport a la planificació, la gestió i la programació de les biblioteques públiques de titularitat estatal a Catalunya.
- Coordinar les biblioteques del Sistema de Lectura Pública de Catalunya en els aspectes de processos tècnics, d'acord amb el que preveu la normativa sectorial.
- Impulsar projectes i programes de cooperació bibliotecària.
- Col·laborar amb la resta de biblioteques del Sistema Bibliotecari de Catalunya.
- Dirigir l'elaboració i el manteniment del Catàleg Col·lectiu de la Lectura Pública i del Sistema Bibliotecari de Catalunya.